# اسکریم‌بوت
اسکریم‌بوت یا کشتی‌جیغ‌زن (انگلیسی: Screamboat) یک فیلم کمدی ترسناک آمریکایی محصول ۲۰۲۵ به نویسندگی، تهیه‌کنندگی و کارگردانی استیون لامورت است. این فیلم بازسازی ترسناک از انیمیشن کوتاه والت دیزنی و آب آیورکس به نام کشتی بخار ویلی محصول سال ۱۹۲۸ محسوب می‌شود. این فیلم دربارهٔ گروهی از نیویورکی‌ها است که توسط نسخه قاتل میکی ماوس وحشت‌زده می‌شوند. تایلر پوزی و کیلی هایمن در این فیلم نقش آفرینی می‌کنند و دیوید هوارد تورنتون نقش میکی را بازی می‌کند. در حالی که شرکت والت دیزنی حقوق انحصاری تصاویر میکی ماس را از فرنچایز خود حفظ می‌کند، نسخه کشتی بخار ویلی این شخصیت در ۱ ژانویه ۲۰۲۴ وارد مالکیت عمومی شد.
این فیلم در ۲ آوریل ۲۰۲۵ در سینماهای ایالات متحده اکران شد.

## داستان
این فیلم داستان یک قایق‌سواری در اواخر شب در شهر نیویورک است که در آن مسافران و عرشه‌نشینان و همه مسافران معمولی مورد حمله یک موش قاتل و بدجنس قرار می‌گیرند.

## بازیگران
- دیوید هوارد تورنتون
- آلیسون پیتل
- امی شوماخر
- جسی پوزی
- کیلی هیمن
- جسی کوو
- جارلات کانروی